# Shepherd in a Sheepskin Vest
Shepherd in a Sheepskin Vest è un album in studio del musicista americano Bill Callahan, pubblicato il 14 giugno 2019 da Drag City. È il sesto album in studio pubblicato con il suo nome e il diciassettesimo in assoluto quando si includono LP pubblicati come Smog.
Shepherd in a Sheepskin Vest è un doppio album con venti tracce e oltre sessantatré minuti di lunghezza, rendendolo l'album più lungo di Callahan fino ad oggi. L'album ha ricevuto recensioni favorevoli, con il contributo del redattore di Pitchfork Jayson Greene che lo definisce un "momento saliente della sua carriera". Inoltre, sempre Pitchfork, lo ha inserito nella classifica "i migliori album del 2019".

## Tracce
1. Shepherd's Welcome – 2:22
2. Black Dog on the Beach – 2:30
3. Angela – 2:47
4. The Ballad of the Hulk – 4:04
5. Writing – 3:06
6. Morning Is My Godmother – 2:10
7. 747 – 3:26
8. Watch Me Get Married – 3:10
9. Young Icarus – 2:48
10. Released – 2:22
11. What Comes After Certainty – 3:42
12. Confederate Jasmine – 3:40
13. Call Me Anything – 2:26
14. Son of the Sea – 4:13
15. Camels – 2:59
16. Circles – 2:28
17. When We Let Go – 2:17
18. Lonesome Valley – 4:16
19. Tugboats and Tumbleweeds – 4:12
20. The Beast – 4:37